# Motyle Belgii
Motyle Belgii, lepidopterofauna Belgii – ogół taksonów owadów z rzędu motyli, których występowanie stwierdzono na terenie Belgii.
Występujące w Belgii bielinkowate, modraszkowate, paziowate, powszelatkowate, rusałkowate i wielenowate, tradycyjnie traktowane jako motyle dzienne, opisuje odrębny artykuł:

## Zeugloptera

### Skrzydliniakowate(Micropterigidae)
W Belgii stwierdzono 6 gatunków:
- Micropterix aruncella
- Micropterix aureatella
- Micropterix calthella
- Micropterix mansuetella
- Micropterix schaefferi
- Micropterix tunbergella

## Glossata:Dacnonypha

### Plątaczkowate(Eriocraniidae)
W Belgii stwierdzono 8 gatunków:
- Dyseriocrania subpurpurella
- Eriocrania cicatricella
- Eriocrania salopiella
- Eriocrania sangii
- Eriocrania semipurpurella
- Eriocrania sparrmannella
- Eriocrania subpurpurella
- Heringocrania unimaculella
- Paracrania chrysolepidella

## Glossata:Exoporia

### Niesobkowate(Hepialidae)
W Belgii stwierdzono 5 gatunków:
- Hepialus humuli – niesobka chmielanka
- Pharmacis fusconebulosa
- Pharmacis lupulina
- Phymatopus hecta
- Triodia sylvina

## Glossata:motyle różnoskrzydłe(Heteroneura)

### Argyresthiidae
W Belgii stwierdzono 27 gatunków:

- Argyresthia abdominalis
- Argyresthia albistria
- Argyresthia arceuthina
- Argyresthia aurulentella
- Argyresthia bonnetella
- Argyresthia brockeella
- Argyresthia conjugella
- Argyresthia curvella
- Argyresthia dilectella
- Argyresthia fundella
- Argyresthia glabratella
- Argyresthia glaucinella
- Argyresthia goedartella
- Argyresthia illuminatella
- Argyresthia ivella
- Argyresthia laevigatella
- Argyresthia praecocella
- Argyresthia pruniella
- Argyresthia pygmaeella
- Argyresthia reticulata
- Argyresthia retinella
- Argyresthia semifusca
- Argyresthia semitestacella
- Argyresthia sorbiella
- Argyresthia spinosella
- Argyresthia thuiella
- Argyresthia trifasciata

### Autostichidae
W Belgii stwierdzono 5 gatunków:
- Oegoconia caradjai
- Oegoconia deauratella
- Oegoconia novimundi
- Oegoconia quadripuncta
- Oegoconia uralskella

### Batrachedridae
W Belgii stwierdzono 2 gatunki:
- Batrachedra pinicolella
- Batrachedra praeangusta

### Bedelliidae
W Belgii tylko 1 gatunek:
- Bedellia somnulentella

### Blastobasidae
W Belgii stwierdzono 6 gatunków:
- Blastobasis adustella
- Blastobasis glandulella
- Blastobasis lacticolella
- Blastobasis phycidella
- Hypatopa binotella
- Hypatopa inunctella

### Barczatkowate(Lasiocampidae)
W Belgii stwierdzono 15 gatunków:
- Dendrolimus pini
- Eriogaster catax
- Eriogaster lanestris
- Euthrix potatoria
- Gastropacha populifolia
- Gastropacha quercifolia
- Lasiocampa quercus
- Lasiocampa trifolii
- Macrothylacia rubi
- Malacosoma castrensis
- Malacosoma neustria
- Odonestis pruni
- Phyllodesma ilicifolia
- Phyllodesma tremulifolia
- Poecilocampa populi
- Trichiura crataegi

### Choreutidae
W Belgii stwierdzono 6 gatunków:
- Anthophila fabriciana
- Choreutis nemorana
- Choreutis pariana
- Prochoreutis myllerana
- Prochoreutis sehestediana
- Tebenna micalis

### Cosmopterygidae
W Belgii stwierdzono 11 gatunków:
- Cosmopterix lienigiella
- Cosmopterix orichalcea
- Cosmopterix pulchrimella
- Cosmopterix scribaiella
- Cosmopterix zieglerella
- Limnaecia phragmitella
- Pancalia leuwenhoekella
- Pancalia schwarzella
- Sorhagenia janiszewskae
- Sorhagenia lophyrella
- Sorhagenia rhamniella

### Czuprzykowate(Bucculatricidae)
W Belgii stwierdzono 16 gatunków:
- Bucculatrix ainsliella
- Bucculatrix albedinella
- Bucculatrix artemisiella
- Bucculatrix bechsteinella
- Bucculatrix chrysanthemella
- Bucculatrix cidarella
- Bucculatrix cristatella
- Bucculatrix demaryella
- Bucculatrix frangutella
- Bucculatrix gnaphaliella
- Bucculatrix maritima
- Bucculatrix nigricomella
- Bucculatrix noltei
- Bucculatrix thoracella
- Bucculatrix ulmella
- Bucculatrix ulmifoliae

### Depressariidae
W Belgii stwierdzono 49 gatunków:

- Agonopterix alstromeriana
- Agonopterix angelicella
- Agonopterix arenella – płożek chabrowy
- Agonopterix assimilella
- Agonopterix astrantiae
- Agonopterix atomella
- Agonopterix capreolella
- Agonopterix ciliella
- Agonopterix cnicella
- Agonopterix conterminella
- Agonopterix curvipunctosa
- Agonopterix heracliana – płożek marchwiaczek
- Agonopterix kaekeritziana
- Agonopterix laterella
- Agonopterix liturosa
- Agonopterix nanatella
- Agonopterix nervosa – płożek kminiaczek
- Agonopterix ocellana – płożek wierzbowiec
- Agonopterix pallorella
- Agonopterix propinquella
- Agonopterix purpurea
- Agonopterix rotundella
- Agonopterix scopariella
- Agonopterix senecionis
- Agonopterix subpropinquella
- Agonopterix yeatiana
- Anchinia cristalis
- Depressaria albipunctella
- Depressaria badiella
- Depressaria chaerophylli
- Depressaria daucella
- Depressaria depressana – płożek obłączkowiaczek
- Depressaria discipunctella
- Depressaria douglasella
- Depressaria emeritella
- Depressaria libanotidella
- Depressaria olerella
- Depressaria pimpinellae
- Depressaria pulcherrimella
- Depressaria radiella
- Depressaria ultimella
- Exaeretia allisella
- Luquetia lobella
- Orophia ferrugella
- Orophia sordidella
- Semioscopis avellanella
- Semioscopis oculella
- Semioscopis steinkellneriana
- Telechrysis tripuncta

### Douglasiidae
W Belgii stwierdzono 4 gatunki:
- Klimeschia transversella
- Tinagma balteolella
- Tinagma ocnerostomella
- Tinagma perdicella

### Drążelowate(Momphidae)
W Belgii stwierdzono 16 gatunków:
- Mompha bradleyi
- Mompha conturbatella
- Mompha divisella
- Mompha epilobiella
- Mompha idaei
- Mompha jurassicella
- Mompha lacteella
- Mompha langiella
- Mompha locupletella
- Mompha miscella
- Mompha ochraceella
- Mompha propinquella
- Mompha raschkiella
- Mompha sturnipennella
- Mompha subbistrigella
- Mompha terminella

### Drydaulidae
W Belgii stwierdzono tylko:
- Dryadaula heindeli

### Elachistidae
W Belgii stwierdzono 63 gatunki:

- Blastodacna atra
- Blastodacna hellerella
- Chrysoclista lathamella
- Chrysoclista linneella
- Elachista adscitella
- Elachista albidella
- Elachista albifrontella
- Elachista alpinella
- Elachista anserinella
- Elachista apicipunctella
- Elachista argentella
- Elachista atricomella
- Elachista bedellella
- Elachista biatomella
- Elachista bifasciella
- Elachista bisulcella
- Elachista canapennella
- Elachista chrysodesmella
- Elachista cinereopunctella
- Elachista collitella
- Elachista consortella
- Elachista differens
- Elachista disemiella
- Elachista dispunctella
- Elachista distigmatella
- Elachista exactella
- Elachista freyerella
- Elachista gangabella
- Elachista geminatella
- Elachista gleichenella
- Elachista herrichii
- Elachista humilis
- Elachista lastrella
- Elachista littoricola
- Elachista luticomella
- Elachista maculicerusella
- Elachista metella
- Elachista nitidulella
- Elachista nobilella
- Elachista obliquella
- Elachista occidentalis
- Elachista poae
- Elachista pollinariella
- Elachista pollutella
- Elachista pomerana
- Elachista pullicomella
- Elachista quadripunctella
- Elachista revinctella
- Elachista rufocinerea
- Elachista scirpi
- Elachista stabilella
- Elachista subalbidella
- Elachista subnigrella
- Elachista subocellea
- Elachista tengstromi
- Elachista trapeziella
- Elachista triseriatella
- Elachista unifasciella
- Elachista utonella
- Perittia farinella
- Perittia obscurepunctella
- Spuleria flavicaput
- Stephensia brunnichella

### Epermeniidae
W Belgii stwierdzono 7 gatunków:
- Epermenia aequidentellus
- Epermenia chaerophyllella
- Epermenia falciformis
- Epermenia illigerella
- Ochromolopis ictella
- Phaulernis dentella
- Phaulernis fulviguttella

### Ethmiidae
W Belgii stwierdzono 5 gatunków:
- Ethmia bipunctella
- Ethmia chrysopyga
- Ethmia dodecea
- Ethmia quadrillella
- Ethmia terminella

### Garbatkowate(Notodontidae)
W Belgii stwierdzono 32 gatunki:

- Cerura erminea – widłogonka gronostajka
- Cerura vinula – widłogonka siwica
- Clostera anachoreta – wzjeżka rokitnica
- Clostera anastomosis – wzjeżka wieszczyca
- Clostera curtula – wzjeżka łozówka
- Clostera pigra – wzjeżka wijunica
- Drymonia dodonaea – dąbrówka dodona
- Drymonia obliterata – dąbrówka megalona
- Drymonia querna – dąbrówka dębowa
- Drymonia ruficornis– dąbrówka chaonia
- Drymonia velitaris – dąbrówka harcownica
- Furcula bicuspis – leszczotka dwurożka, widłogonka dwurożka
- Furcula bifida – leszczotka dwojaczka, widłogonka dwojaczka
- Furcula furcula – widłogonka widlica
- Gluphisia crenata – karbica prążkówka, garbatka karbica
- Harpyia milhauseri – wojnica swarożyca
- Leucodonta bicoloria – białoząbka dwubarwica
- Notodonta dromedarius – garbatka dromaderka
- Notodonta torva – garbatka pomianówka
- Notodonta tritophus – garbatka miesięcznica
- Notodonta ziczac – garbatka zygzakówka
- Odontosia carmelita – węgielka karmelitanka
- Peridea anceps – wielica zaczepka, garbatka zaczepka
- Phalera bucephala – narożnica zbrojówka
- Pheosia gnoma – brunatnica grotówka, garbatka brzozówka
- Pheosia tremula – brunatnica koziagłówka, garbatka osinówka
- Pterostoma palpina – dzióbica głaszczkówka
- Ptilodon capucina – wiechetka wielbłądka
- Ptilodon cucullina – wiechetka czubatka
- Ptilophora plumigera – opusznica piórówka
- Stauropus fagi – potwora buczynówka
- Thaumetopoea processionea – korowódka dębówka

### Glyphipterigidae
W Belgii stwierdzono 17 gatunków:
- Acrolepia autumnitella
- Acrolepiopsis assectella
- Digitivalva arnicella
- Digitivalva granitella
- Digitivalva pulicariae
- Digitivalva reticulella
- Digitivalva valeriella
- Glyphipterix bergstraesserella
- Glyphipterix equitella
- Glyphipterix forsterella
- Glyphipterix fuscoviridella
- Glyphipterix haworthana
- Glyphipterix heptaglyphella
- Glyphipterix schoenicolella
- Glyphipterix simpliciella
- Glyphipterix thrasonella
- Orthotelia sparganella

### Heliodinidae
W Belgii stwierdzono 1 gatunek:
- Heliodines roesella

### Koszówkowate(Psychidae)
W Belgii stwierdzono 24 gatunki:

- Acanthopsyche atra
- Apterona helicoidella
- Bacotia claustrella
- Bankesia conspurcatella
- Canephora hirsuta
- Dahlica lichenella
- Dahlica sauteri
- Dahlica triquetrella
- Diplodoma laichartingella
- Epichnopterix plumella
- Eumasia parietariella
- Luffia lapidella
- Megalophanes viciella
- Narycia duplicella
- Pachythelia villosella
- Phalacropterix graslinella
- Proutia betulina
- Psyche casta
- Psyche crassiorella
- Ptilocephala plumifera
- Reisseronia tarnierella
- Siederia listerella
- Sterrhopterix fusca
- Taleporia tubulosa
- Whittleia retiella

### Kibitnikowate(Gracilariidae)
W Belgii stwierdzono 106 gatunków.

### Kraśnikowate(Zygaenidae)
W Belgii stwierdzono 15 gatunków:
- Adscita geryon
- Adscita statices – lśniak szmaragdek
- Jordanita globulariae
- Jordanita subsolana
- Rhagades pruni
- Zygaena carniolica – kraśnik rzęśniowiec
- Zygaena ephialtes – kraśnik goryszowiec
- Zygaena filipendulae – kraśnik sześcioplamek
- Zygaena lonicerae
- Zygaena loti – kraśnik rogalik
- Zygaena minos – kraśnik biedrzeniowiec
- Zygaena purpuralis – kraśnik purpuraczek
- Zygaena transalpina
- Zygaena trifolii – kraśnik pięcioplamek
- Zygaena viciae – kraśnik wykowiec

### Krzywikowate(Incurvariidae)
W Belgii stwierdzono 6 gatunków:
- Incurvaria koerneriella
- Incurvaria masculella
- Incurvaria oehlmanniella
- Incurvaria pectinea
- Incurvaria praelatella
- Phylloporia bistrigella

### Lypusidae
W Belgii stwierdzono 9 gatunków:
- Agnoea flavifrontella
- Agnoea josephinae
- Agnoea latipennella
- Agnoea subochreella
- Amphisbatis incongruella
- Dasystoma salicella
- Diurnea fagella
- Diurnea lipsiella
- Lypusa maurella

### Meessiidae
W Belgii stwierdzono 11 gatunków:
- Agnathosia mendicella
- Eudarcia kasyi
- Eudarcia pagenstecherella
- Infurcitinea albicomella
- Infurcitinea argentimaculella
- Infurcitinea ignicomella
- Infurcitinea teriolella
- Karsholtia marianii
- Lichenotinea pustulatella
- Stenoptinea cyaneimarmorella
- Tenaga rhenania

### Miernikowcowate(Geometridae)
W Belgii stwierdzono 340 gatunków.

### Molowate(Tineidae)
W Belgii stwierdzono 37 gatunków:

- Cephimallota crassiflavella
- Euplocamus anthracinalis
- Haplotinea ditella
- Haplotinea insectella
- Monopis crocicapitella
- Monopis fenestratella
- Monopis imella
- Monopis laevigella
- Monopis monachella
- Monopis obviella
- Monopis weaverella
- Montescardia tessulatellus
- Morophaga choragella
- Nemapogon clematella
- Nemapogon cloacella
- Nemapogon granella
- Nemapogon koenigi
- Nemapogon ruricolella
- Nemapogon variatella
- Nemaxera betulinella
- Niditinea fuscella
- Niditinea striolella
- Oinophila v-flava
- Opogona sacchari
- Psychoides verhuella
- Tinea columbariella
- Tinea dubiella
- Tinea pallescentella
- Tinea pellionella
- Tinea semifulvella
- Tinea steueri
- Tinea trinotella
- Tineola bisselliella
- Triaxomasia caprimulgella
- Triaxomera fulvimitrella
- Triaxomera parasitella
- Trichophaga tapetzella

### Mrocznicowate(Erebidae)
W Belgii stwierdzono 97 gatunków.

### Namiotnikowate(Yponomeutidae)
W Belgii stwierdzono 22 gatunki:

- Cedestis gysseleniella
- Cedestis subfasciella
- Euhyponomeutoides ribesiella
- Niphonympha dealbatella
- Ocnerostoma friesei
- Ocnerostoma piniariella
- Paraswammerdamia albicapitella
- Paraswammerdamia nebulella
- Pseudoswammerdamia combinella
- Swammerdamia caesiella
- Swammerdamia compunctella
- Swammerdamia pyrella
- Yponomeuta cagnagella – namiotnik trzmieliniaczek
- Yponomeuta evonymella – namiotnik czeremszaczek
- Yponomeuta irrorella
- Yponomeuta malinellus – namiotnik jabłonaczek
- Yponomeuta padella
- Yponomeuta plumbella
- Yponomeuta rorrella
- Yponomeuta sedella
- Zelleria hepariella
- Zelleria oleastrella

### Nasierszycowate(Endromididae)
W Belgii 1 gatunek:
- nasierszyca brzozówka (Endromis versicolora)

### Omacnicowate(Pyralidae)
W Belgii stwierdzono 88 gatunków.

### Opostegidae
W Belgii 3 gatunki:
- Opostega salaciella
- Pseudopostega auritella
- Pseudopostega crepuscullella

### Pasynkowate(Nepticulidae)
W Belgii stwierdzono 91 gatunków.

### Pawicowate(Saturniidae)
W Belgii 3 gatunki:
- lotnica zyska (Aglia tau)
- pawica grabówka (Saturnia pavonia)
- pawica gruszówka (Saturnia pyri)

### Peleopodidae
W Belgii 1 gatunek:
- Carcina quercana

### Piórolotkowate(Pterophoridae)
W Belgii stwierdzono 46 gatunków:

- Adaina microdactyla
- Agdistis bennetii
- Amblyptilia acanthadactyla
- Buckleria paludum
- Buszkoiana capnodactylus
- Calyciphora albodactylus
- Capperia britanniodactylus
- Capperia celeusi
- Capperia fusca
- Capperia loranus
- Capperia trichodactyla
- Cnaemidophorus rhododactyla
- Crombrugghia distans
- Emmelina monodactyla
- Gillmeria ochrodactyla
- Gillmeria pallidactyla
- Hellinsia carphodactyla
- Hellinsia didactylites
- Hellinsia distinctus
- Hellinsia lienigianus
- Hellinsia osteodactylus
- Hellinsia tephradactyla
- Marasmarcha lunaedactyla
- Merrifieldia baliodactylus
- Merrifieldia leucodactyla
- Merrifieldia tridactyla
- Oidaematophorus lithodactyla
- Oxyptilus chrysodactyla
- Oxyptilus parvidactyla
- Oxyptilus pilosellae
- Platyptilia calodactyla
- Platyptilia farfarellus
- Platyptilia gonodactyla
- Platyptilia nemoralis
- Porrittia galactodactyla
- Pselnophorus heterodactyla
- Pterophorus pentadactyla
- Stenoptilia aridus
- Stenoptilia bipunctidactyla
- Stenoptilia graphodactyla
- Stenoptilia pelidnodactyla
- Stenoptilia pneumonanthes
- Stenoptilia pterodactyla
- Stenoptilia stigmatodactylus
- Stenoptilia zophodactylus
- Wheeleria spilodactylus

### Płożkowate(Oecophoridae)
W Belgii stwierdzono 27 gatunków:

- Alabonia geoffrella
- Aplota palpella
- Batia lambdella
- Batia lunaris
- Borkhausenia fuscescens
- Borkhausenia luridicomella
- Borkhausenia minutella
- Crassa tinctella
- Crassa unitella
- Dasycera oliviella
- Denisia albimaculea
- Denisia augustella
- Denisia similella
- Denisia stipella
- Endrosis sarcitrella
- Epicallima formosella
- Eratophyes amasiella
- Esperia sulphurella
- Harpella forficella
- Hofmannophila pseudospretella
- Metalampra cinnamomea
- Metalampra italica
- Oecophora bractella
- Pleurota aristella
- Pleurota bicostella
- Promalactis procerella
- Schiffermuelleria schaefferella

### Pochwikowate(Coleophoridae)
W Belgii stwierdzono 107 gatunków.

### Pomrowicowate(Limacodidae)
W Belgii 2 gatunki:
- Apoda avellana – pomrowica leszczynówka
- Heterogenea asella

### Prayidae
W Belgii stwierdzono 4 gatunki:
- Atemelia torquatella
- Prays fraxinella
- Prays oleae
- Prays ruficeps

### Prodoxidae
W Belgii stwierdzono 7 gatunków:
- Lampronia capitella
- Lampronia corticella
- Lampronia flavimitrella
- Lampronia fuscatella
- Lampronia luzella
- Lampronia morosa
- Lampronia rupella

### Przeziernikowate(Sesiidae)
W Belgii stwierdzono 23 gatunki:

- Bembecia ichneumoniformis
- Chamaesphecia empiformis
- Chamaesphecia nigrifrons
- Chamaesphecia tenthrediniformis
- Eusphecia melanocephala
- Paranthrene tabaniformis
- Pennisetia hylaeiformis
- Pyropteron affinis
- Pyropteron chrysidiformis
- Sesia apiformis
- Sesia bembeciformis
- Synanthedon andrenaeformis
- Synanthedon conopiformis
- Synanthedon culiciformis
- Synanthedon flaviventris
- Synanthedon formicaeformis
- Synanthedon loranthi
- Synanthedon myopaeformis
- Synanthedon scoliaeformis
- Synanthedon spheciformis
- Synanthedon spuleri
- Synanthedon tipuliformis
- Synanthedon vespiformis

### Rezeliowate(Nolidae)
W Belgii stwierdzono 13 gatunków:
- Bena bicolorana – zielonka dwubarwna
- Earias clorana – niekreślanka zielona
- Meganola albula – rezelia bielica
- Meganola strigula – rezelia paskowica
- Meganola togatulalis – rezelia togawica
- Nola aerugula – rezelia rdzawica
- Nola confusalis – rezelia zlewnica
- Nola cucullatella – rezelia kapturnica
- Nola holsatica
- Nola subchlamydula
- Nycteola asiatica – zanocnica azjatka
- Nycteola revayana – zanocnica rewajanka
- Pseudoips prasinana – zielonka ukośnica

### Roeslerstammiidae
W Belgii tylko:
- Roeslerstammia erxlebella

### Rozstrzępiakowate(Alucitidae)
W Belgii tylko 2 gatunki:
- Alucita grammodactyla
- Alucita hexadactyla

### Schreckensteiniidae
W Belgii tylko:
- Schreckensteinia festaliella

### Scythropiidae
W Belgii tylko:
- Scythropia crataegella

### Sejwanikowate(Scythrididae)
W Belgii stwierdzono 18 gatunków:
- Enolmis acanthella
- Scythris cicadella
- Scythris crassiuscula
- Scythris disparella
- Scythris dissimilella
- Scythris empetrella
- Scythris ericetella
- Scythris ericivorella
- Scythris fuscoaenea
- Scythris inspersella
- Scythris knochella
- Scythris laminella
- Scythris limbella
- Scythris noricella
- Scythris picaepennis
- Scythris potentillella
- Scythris scopolella
- Scythris tributella

### Sówkowate(Noctuidae)
W Belgii stwierdzono 354 gatunki.

### Świeciłkowate(Heliozelidae)
W Belgii stwierdzono 7 gatunków:
- Antispila metallella
- Antispila petryi
- Antispila treitschkiella
- Antispilina ludwigi
- Heliozela hammoniella
- Heliozela resplendella
- Heliozela sericiella

### Tantnisiowate(Plutellidae)
W Belgii stwierdzono 4 gatunki:
- Eidophasia messingiella
- Plutella porrectella
- Plutella xylostella – tantniś krzyżowiaczek
- Rhigognostis annulatella

### Trociniarkowate(Cossidae)
W Belgii stwierdzono 3 gatunki:
- Cossus cossus – trociniarka czerwica
- Phragmataecia castaneae
- Zeuzera pyrina – torzyśniad kasztanówka

### Tyszerkowate(Tischeriidae)
W Belgii stwierdzono 7 gatunków:
- Coptotriche angusticollella
- Coptotriche gaunacella
- Coptotriche heinemanni
- Coptotriche marginea
- Tischeria decidua
- Tischeria dodonaea
- Tischeria ekebladella – tyszerka płaskowiaczek

### Wachlarzykowate(Crambidae)
W Belgii stwierdzono 124 gatunki:

- Acentria ephemerella – nimfa jezioranka
- Agriphila deliella – wachlarzyk piaskowy
- Agriphila geniculea – wachlarzyk zachodni
- Agriphila inquinatella – wachlarzyk śniadoszek
- Agriphila latistria
- Agriphila selasella – wachlarzyk błyszczyk
- Agriphila straminella – wachlarzyk słomkowy
- Agriphila tristella – wachlarzyk zmienniczek'
- Agrotera nemoralis
- Anania coronata
- Anania crocealis
- Anania funebris
- Anania fuscalis
- Anania hortulata – przezierka pokrzywianka
- Anania lancealis – przezierka lancetniczka
- Anania perlucidalis – przezierka ostrożenianka
- Anania stachydalis
- Anania terrealis – przezierka nawłociówka
- Anania verbascalis – przezierka dziewannówka
- Ancylolomia palpella
- Ancylolomia tentaculella
- Antigastra catalaunalis
- Atralata albofascialis
- Calamotropha paludella – wachlarzyk pałecznik
- Cataclysta lemnata – nimfa rzęsianka
- Catoptria falsella – wachlarzyk dachowy
- Catoptria fulgidella
- Catoptria lythargyrella
- Catoptria margaritella – wachlarzyk borowy
- Catoptria mytilella
- Catoptria osthelderi – wachlarzyk Ostheldera
- Catoptria permutatellus – wachlarzyk zwodniczy
- Catoptria pinella – wachlarzyk sosnowy
- Catoptria verellus – wachlarzyk leśny
- Chilo phragmitella – wachlarzyk trzciniaczek
- Cholius luteolaris
- Chrysocrambus craterella
- Chrysocrambus linetella
- Chrysoteuchia culmella – wachlarzyk ździeblaczek
- Crambus ericella
- Crambus hamella
- Crambus lathoniellus – wachlarzyk gajowy
- Crambus pascuella – wachlarzyk pastwiskowy
- Crambus perlella – wachlarzyk perłowy
- Crambus pratella – wachlarzyk łąkowy
- Crambus silvella
- Crambus uliginosellus
- Cydalima perspectalis
- Cynaeda dentalis – cyneda zębata
- Diasemia reticularis – dwojaczka siatkowana
- Diasemiopsis ramburialis
- Diplopseustis perieresalis
- Dolichartria punctalis
- Donacaula forficella
- Donacaula mucronella
- Duponchelia fovealis
- Elophila nymphaeata – nimfa grzybienianka
- Elophila rivulalis
- Euchromius ocellea
- Eudonia delunella
- Eudonia lacustrata – mietliczka rokietnica
- Eudonia laetella
- Eudonia lineola
- Eudonia mercurella – mietliczka znaczona
- Eudonia pallida
- Eudonia truncicolella – mietliczka borowa
- Eurrhypis pollinalis
- Evergestis extimalis – rozcinka pyleniczanka
- Evergestis forficalis – rozcinka kapuścianka
- Evergestis limbata – rozcinka obrzeżanka
- Evergestis pallidata – rozcinka rukwianka
- Evergestis politalis
- Friedlanderia cicatricella – wachlarzyk sitowczyk
- Heliothela wulfeniana – słonecznica czarna
- Hydriris ornatalis
- Loxostege sticticalis – przezierka byliczanka
- Mecyna flavalis – mecyna żółta
- Metasia ophialis
- Nascia cilialis
- Nomophila noctuella – pielgrzymka jesienka
- Nymphula nitidulata – żwirówka stagnanka
- Ostrinia nubilalis – przezierka prosowianka, omacnica prosowianka
- Palpita vitrealis
- Paracorsia repandalis
- Paraponyx stratiotata – nimfa osoczanka
- Paratalanta hyanalis – przezierka szklarka
- Paratalanta pandalis
- Patania ruralis
- Pediasia aridella
- Pediasia contaminella – wachlarzyk trawnik
- Pediasia fascelinella – wachlarzyk paskowany
- Pediasia luteella – wachlarzyk żółty
- Platytes alpinella – wachlarzyk alpejski
- Platytes cerussella – wachlarzyk mały
- Psammotis pulveralis
- Pseudobissetia terrestrellus
- Pyrausta aurata – płomienka złota
- Pyrausta cingulata – płomienka białokreska
- Pyrausta despicata – płomienka łąkowa
- Pyrausta nigrata – płomienka czarna
- Pyrausta obfuscata
- Pyrausta ostrinalis – płomienka karmazynowa
- Pyrausta porphyralis
- Pyrausta purpuralis – płomienka purpurowa
- Pyrausta sanguinalis
- Schoenobius gigantella – szuwarnik wielki
- Sclerocona acutella
- Scoparia ambigualis
- Scoparia basistrigalis
- Scoparia conicella
- Scoparia pyralella – zamiotka murawowa
- Scoparia subfusca
- Sinibotys butleri
- Sitochroa palealis – przezierka blada
- Sitochroa verticalis – przezierka szybianka
- Spoladea recurvalis
- Thisanotia chrysonuchella – wachlarzyk kołacznik
- Udea elutalis
- Udea ferrugalis
- Udea fulvalis – udea płowa
- Udea hamalis
- Udea lutealis – udea żółtawa
- Udea olivalis
- Udea prunalis – udea śliwkowa
- Uresiphita gilvata – przezierka wielokątka
- Xanthocrambus saxonellus

### Wąsikowate(Adelidae)
W Belgii stwierdzono 22 gatunki:

- Adela croesella
- Adela cuprella
- Adela reaumurella
- Adela violella
- Cauchas fibulella
- Cauchas rufimitrella
- Nematopogon adansoniella
- Nematopogon metaxella
- Nematopogon pilella
- Nematopogon robertella
- Nematopogon schwarziellus
- Nematopogon swammerdamella
- Nemophora associatella
- Nemophora congruella
- Nemophora cupriacella
- Nemophora degeerella
- Nemophora dumerilella
- Nemophora fasciella
- Nemophora metallica
- Nemophora minimella
- Nemophora ochsenheimerella
- Nemophora violellus

### Wycinkowate(Drepanidae)
W Belgii stwierdzono 16 gatunków:
- Achlya flavicornis
- Cilix glaucata
- Cymatophorina diluta
- Drepana curvatula
- Drepana falcataria
- Falcaria lacertinaria
- Habrosyne pyritoides
- Ochropacha duplaris
- Polyploca ridens
- Sabra harpagula
- Tethea ocularis
- Tethea or
- Tetheella fluctuosa
- Thyatira batis
- Watsonalla binaria
- Watsonalla cultraria

### Wystrojowate(Lyonetiidae)
W Belgii stwierdzono 8 gatunków:
- Lyonetia clerkella – wystrój wężowiaczek
- Lyonetia prunifoliella
- Leucoptera laburnella
- Leucoptera lotella
- Leucoptera lustratella
- Leucoptera malifoliella
- Leucoptera sinuella
- Leucoptera spartifoliella

### Ypsolophidae
W Belgii stwierdzono 17 gatunków:
- Ochsenheimeria taurella
- Ochsenheimeria urella
- Ochsenheimeria vacculella
- Ypsolopha alpella
- Ypsolopha dentella
- Ypsolopha falcella
- Ypsolopha horridella
- Ypsolopha lucella
- Ypsolopha mucronella
- Ypsolopha nemorella
- Ypsolopha parenthesella
- Ypsolopha persicella
- Ypsolopha scabrella
- Ypsolopha sequella
- Ypsolopha sylvella
- Ypsolopha ustella
- Ypsolopha vittella

### Zawisakowate(Sphingidae)
W Belgii stwierdzono 17 gatunków:
- Acherontia atropos
- Agrius convolvuli
- Daphnis nerii
- Deilephila elpenor
- Deilephila porcellus
- Hemaris fuciformis
- Hemaris tityus
- Hippotion celerio
- Hyles euphorbiae
- Hyles gallii
- Hyles livornica
- Laothoe populi
- Macroglossum stellatarum
- Mimas tiliae
- Proserpinus proserpina
- Smerinthus ocellata
- Sphinx ligustri
- Sphinx pinastri

### Zwójkowate(Tortricidae)
W Belgii stwierdzono 396 gatunków.